# 莆田第一中学
莆田第一中学是一所位于中华人民共和国福建省莆田市的完全中学，简称“莆田一中”、“莆一中”等。1906年创办时名“官立兴郡中学堂”。
莆田第一中学是福建省一级达标高中、福建省示范性普通高中、福建省知识产权试点中小学、福建省科普教育基地，曾入选国家级传统项目学校、教育部全国教育科学“十五”规划课题实验学校、国家教师基金“十一五”规划重点课题实验校。

## 历史沿革
清朝光绪三十年（1904年），御史江春霖自北京来电，议设兴郡中学堂。光绪三十一年（1905年），福建省兴化府知府赖辉煌与当地乡绅议定，由莆田、仙游二县筹资银元4200元为开办费，知府署拨擢英、兴安书院费3200元为经常费。光绪三十二年（1906年）五月五日正式开学，初名“官立兴郡中学堂”，张琴任监督、关陈谟任总教习。
民国元年（1912年），学校改称“官立兴化中学校”。民国六年（1917年），改称“福建省立莆田中学”。1927年，改称“福建省立第十初级中学”，由蓝锵担任校长。1929年8月，改称“福建省立莆田初级中学”。1932年，復名“福建省立莆田中学”。1937年，改為“福建省立莆田初级中学”，高中部归并福建省立福州中学。因抗日战争战火延至莆田，1939年，校址迁莆田县广宫村。1940年，又迁址下郑村。1942年，校址迁回原址，恢复校名“福建省立莆田中学”。
1949年10月25日，莆田县人民政府奉省教育厅令，派代表郑宗汉入校接管。1951年3月，改称“福建省莆田中学”。1952年10月，更名“福建省莆田第一中学”。1954年，被定为福建省重点中学。1963年7月30日，学校被定为“福建省首批办好的重点中学”。文化大革命期间，学校一度陷入混乱。1969年8月，改称“莆田县城厢五七中学”，学制为“二二制”（初中、高中各兩年）。1972年11月，改称“莆田县第一中学”。1973年3月，改称“莆田第一中学”。1981年4月，被认定为福建省首批办好的重点中学。1984年，改由莆田市教育局直接管理。2016年，中国自主招生网发布《2016年全国竞赛500强中学排行榜》，其中莆田第一中学排在第107位

### 校名沿革[1]
- 1906年，官立兴郡中学堂；
- 1912年，改为“兴化中学校”；
- 1917年，改为“福建省立第十中学”；
- 1927年，改为“福建省立第十初级中学”；
- 1929年，改为“福建省立莆田初级中学”；
- 1936年，改为“福建省立莆田中学”；
- 1939年，改为“福建省立莆田初级中学”；
- 1942年，改为“福建省立莆田中学”；
- 1952年10月，始称“福建省莆田第一中学”；
- 1969年9月，改为“莆田县城厢镇五七中学”；
- 1972年11月，改为“莆田县第一中学”；
- 1973年3月，改为“莆田第一中学”。